# Меморіал Вікторії (Індія)
22°32′42″ пн. ш. 88°20′33″ сх. д. / 22.5449° пн. ш. 88.3425° сх. д.

Меморіал Вікторії

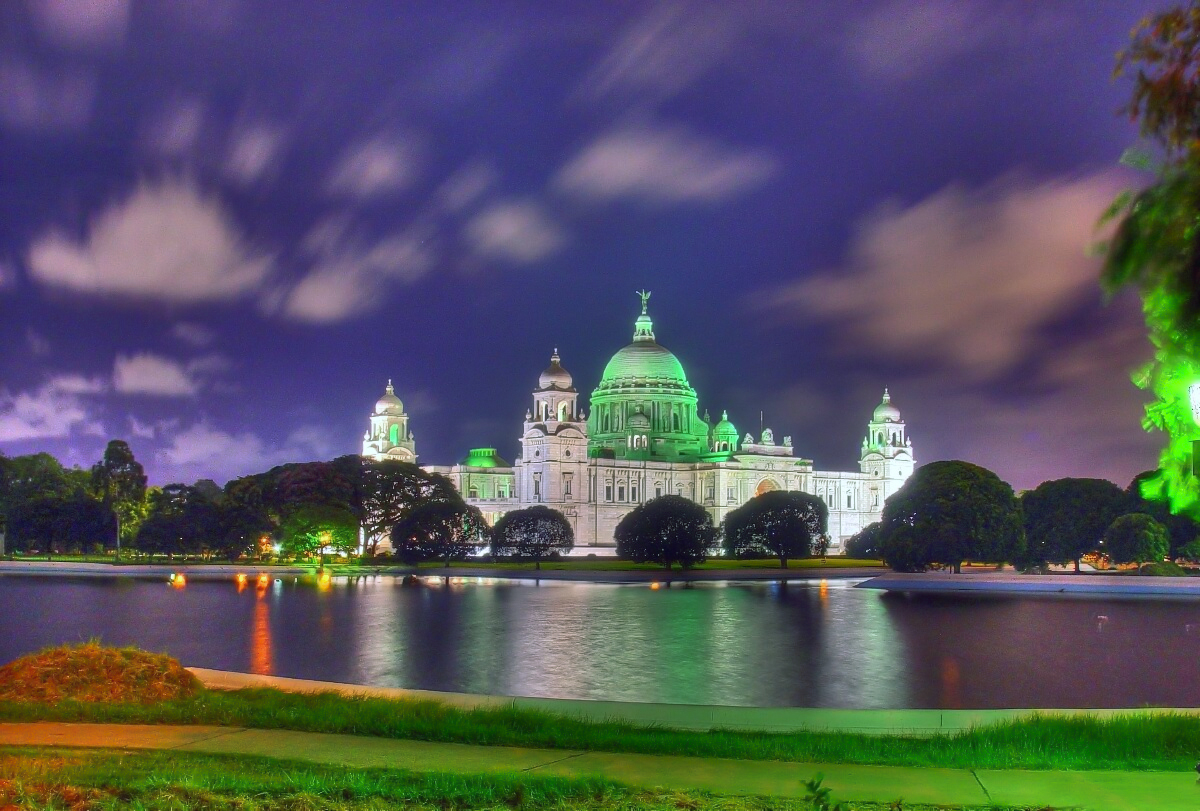
Меморіал вночі

Меморіа́л Вікто́рії, розташований у Колкаті — меморіал британської королеви Вікторії, котра також носила титул імператриці Індії. Сьогодні використовується як музей, є одним з туристичних пам'яток Калькутти.
План меморіалу був розроблений сером Вільямом Емерсоном; меморіал нагадує будівлю ратуші Белфаста. Будівля мала бути витримана в стилі італійського ренесансу, але архітектор використав у композиції деякі східні елементи.
Будівля зводилася в період з 1906 по 1921 рік. Навколо яскраво-білого меморіалу розташовано декілька садів. Меморіал увінчаний бронзовою статуєю «Ангел Вікторії»

## Галерея

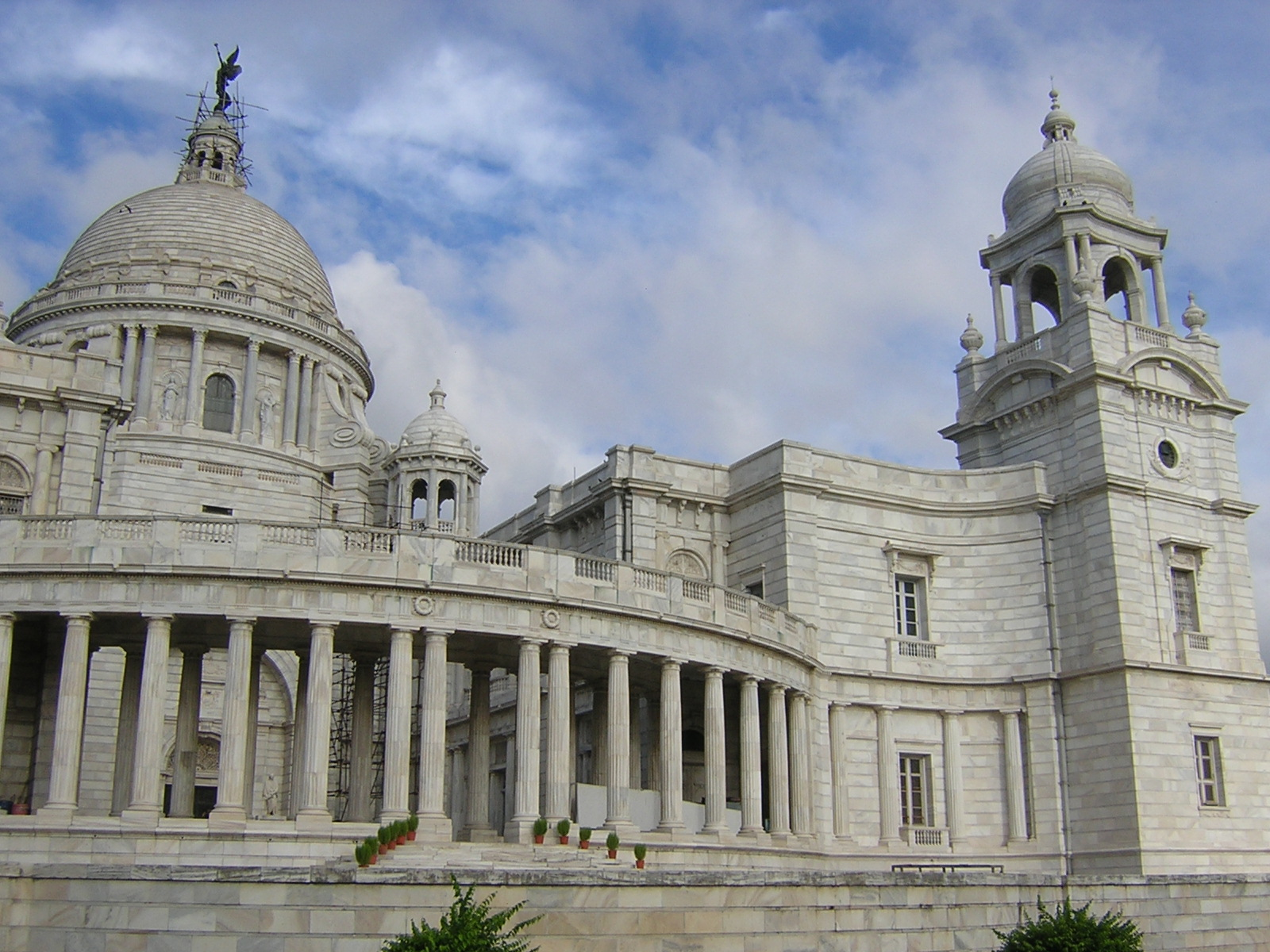
Лицьова частина
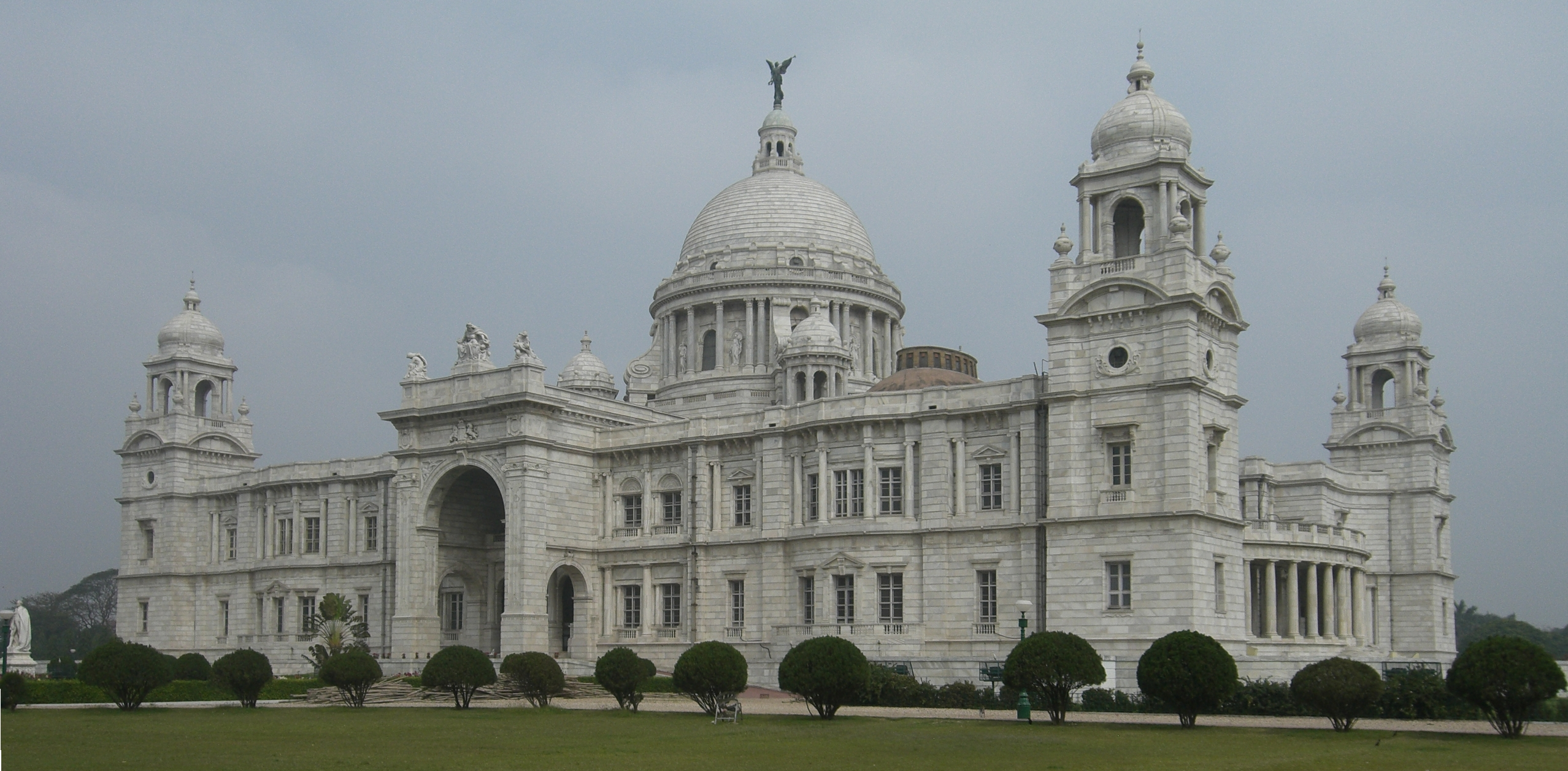
Загальний вигляд
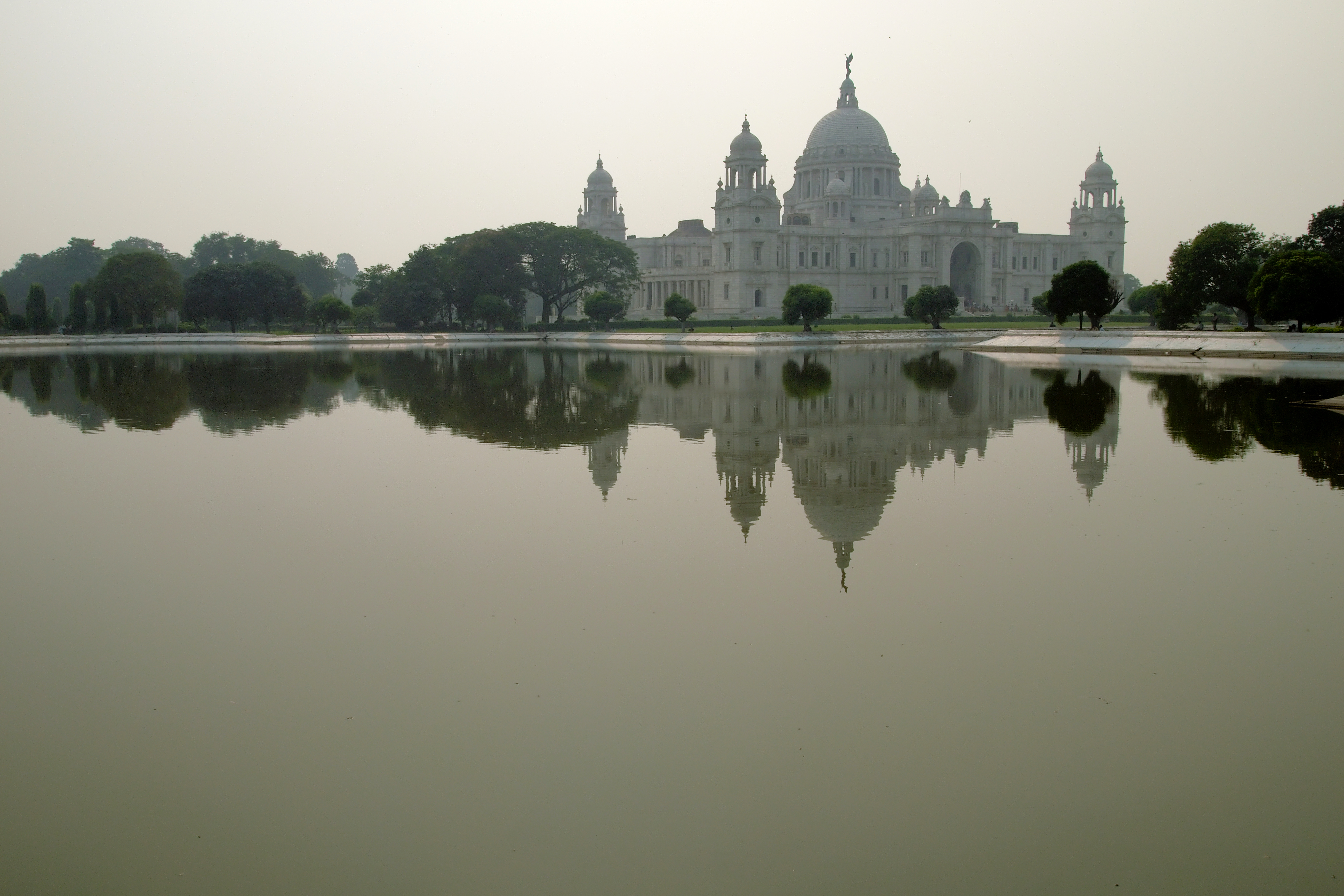
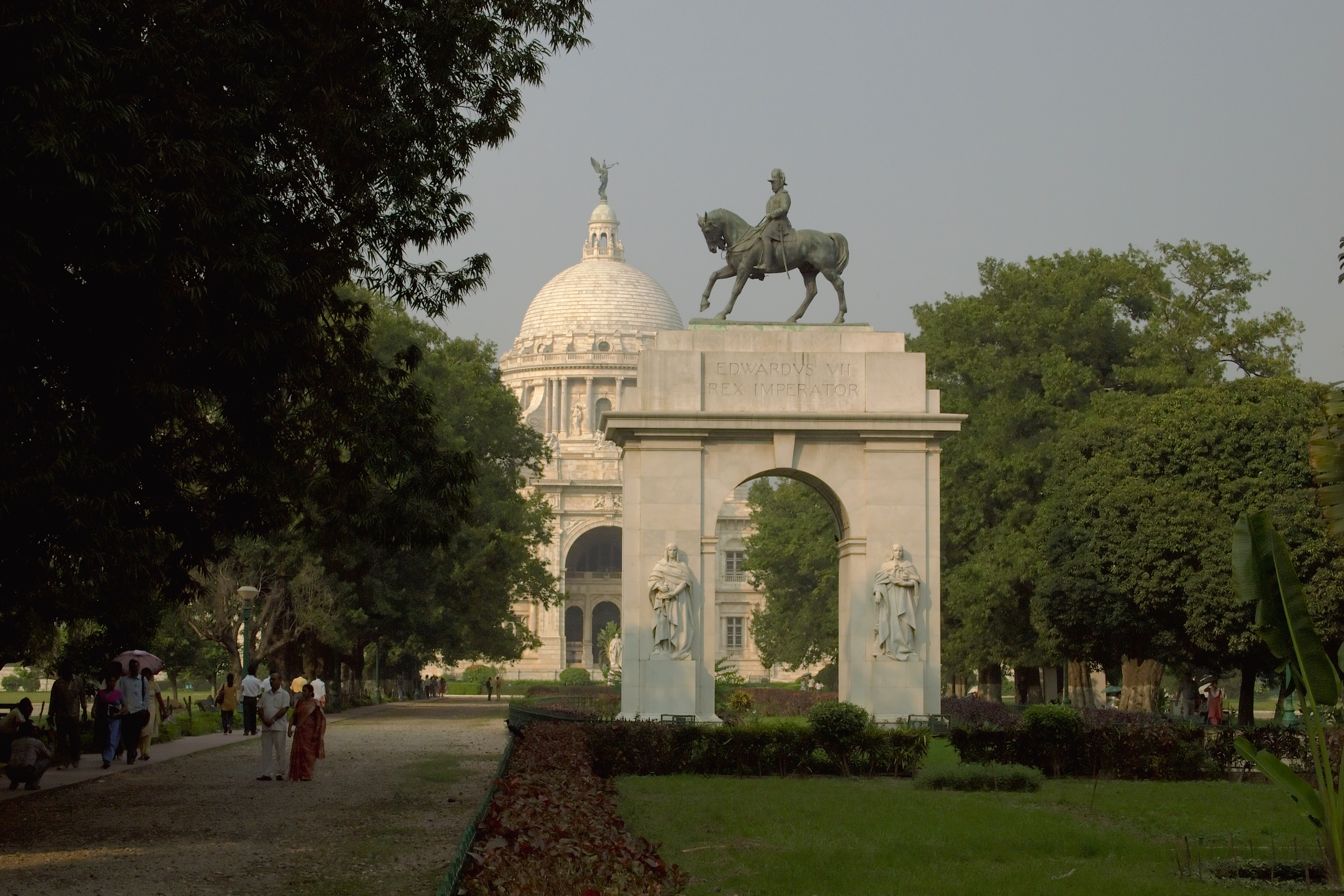
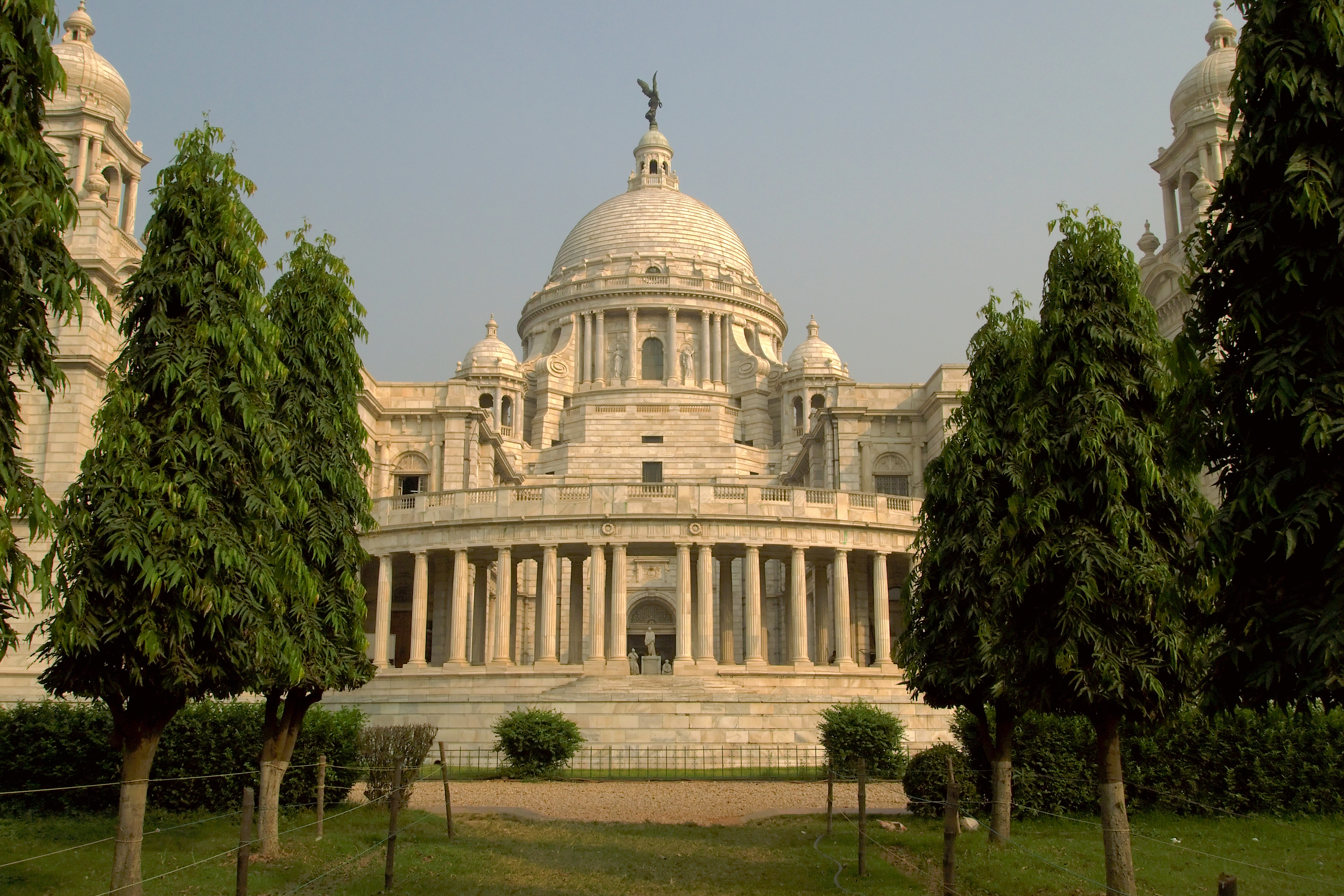